# Bielefelder TTC
Der Bielefelder TTC (offiziell: Bielefelder-Tennis-Turnier-Club e.V.) ist ein Tennisverein aus Bielefeld.

## Geschichte
Der Verein wurde am 14. April 1905 gegründet, hat die Vereinsfarben grün-weiß-schwarz und umfasst 704 Mitglieder. Die vereinseigene Platzanlage befindet sich an der Voltmannstraße gegenüber der Universität Bielefeld und verfügt über 13 Sandplätze. Darüber hinaus verfügt der Verein über eine Tennishalle mit drei Plätzen sowie ein Fitnessstudio. Ursprünglich verfügte der Verein noch über eine Hockeyabteilung, die allerdings im Jahre 1973 geschlossen der Bielefelder TG beitrat.

### Herren
Sportliches Aushängeschild des Vereins ist die Herrenmannschaft. Diese spielte in den 1980er Jahren in der seinerzeit zweitklassigen Regionalliga West mehrfach um den Aufstieg in die Bundesliga, schaffte aber nie den Sprung in die höchste Spielklasse. Im Jahre 2015 gelang den Bielefeldern erstmals der Aufstieg in die 2. Bundesliga Nord. In der Saison 2018 erreichten die Bielefelder den dritten Platz, mussten aber bereits in der folgenden Saison 2019 ohne Punktgewinn wieder absteigen.

### Damen
Die Damenmannschaft spielt seit 2016 in der viertklassigen Westfalenliga. Im Jahre 2015 mussten die Bielefelderinnen aus der Regionalliga absteigen, nachdem vier Spiele der Mannschaft nachträglich als verloren gewertet wurden. In diesen Spielen hatte der Bielefelder TTC zwei statt der erlaubten einen Nicht-EU-Ausländerin eingesetzt. Im Jahre 2019 gelang der Aufstieg in die 2. Bundesliga Nord, wobei die Saison 2020 wegen der COVID-19-Pandemie abgesagt wurde. In der Saison 2023 erreichten die Bielefelderinnen den dritten Platz.

## Persönlichkeiten
- Antoine Escoffier
- Jana Fett
- Uwe Gottschalk
- Scott Griekspoor
- Tallon Griekspoor
- Suzan Lamens
- Vanda Lukács
- Tayisiya Morderger
- Yana Morderger
- Sviatlana Pirazhenka
- Wolfgang Pohl
- Joëlle Steur
- Julyette Steur
- Lexie Stevens
- Eva Vedder
- Erika Vogelsang
- Alexander Ward
- Louis Weßels
- Jörg Zillies